# رابح تركي
رابح تركي ولد سنة 1932، 15 يوليو، بنواحي سطيف، أستاذ جامعي، حاصل على دكتوراة دولة، باحث تربوي.

## مؤلفاته
- التعليم القومي والشخصية الوطنية (1976م)،
- الشيخ عبد الحميد بن باديس فلسفته وجهوده في التربية والتعليم (1977م)،
- مشكلة الأمية في الجزائر (1981م)،
- مناهج البحث في التربية (1984م)،
- أصول التربية والتعليم (1990م).